# Physematium
Physematium — рід родини вудсієвих (Woodsiaceae). Містить ≈ 28 видів, які поширені у Північній і Південній Америках, у Африці й Мадагаскарі, у Східній Азії, на Кавказі, у Гімалаях.

## Таксономія
У складі роду Physematium виділено 3 підроди: Physematium subg. Physematium, Physematium subg. Cheilanthopsis, Physematium subg. Woodsiopsis.
Видовий склад:
1. Physematium angolensis
2. Physematium burgessiana
3. Physematium canescens
4. Physematium cochisense
5. Physematium cystopteroides
6. Physematium elongatum
7. Physematium fragile
8. Physematium indusiosum
9. Physematium kangdingense
10. Physematium manchuriensis
11. Physematium mexicanum
12. Physematium molle
13. Physematium montevidensis
14. Physematium neomexicanum
15. Physematium obtusum
16. Physematium oreganum
17. Physematium phillipsii
18. Physematium plummerae
19. Physematium pubescens
20. Physematium scopulinum